# Архангельский, Пётр Фёдорович
Пётр Фёдорович Арха́нгельский (1893—1959) — профессор, доктор медицинских наук, учёный-офтальмолог. Удостоен звания «Заслуженный деятель науки Узбекской ССР». Награждён орденом Ленина.

## Биография
Родился 28 июня 1893 года в станице Ассиновской (ныне — в Серноводском районе Чеченской Республики). Учился в одной из школ Новочеркасска.
После окончания школы поступил в Донской университет. Был учеником профессора К. Х. Орлова и занимался на его кафедре офтальмологии. Стал выпускником медицинского факультета Донского университета.
Получил диплом с отличием. После окончания учёбы, в 1916 году его зачислили ординатором в глазную клинику. Через 3 года стал работать ассистентом в этой клинике.
Пётр Архангельский защитил докторскую диссертацию на тему «К патологии органа зрения при сыпном тифе».
В 1923 году стал секретарем Северокавказского общества глазных врачей и занимал эту должность до 1932 года.
В 1924 году ему присвоили звание приват-доцента.
В 1932 году Петра Архангельского отправили в командировку в Ташкент с целью организации кафедры глазных болезней на базе Средне-Азиатского медицинского института. Среди его задач была организация глазной клиники и изучение распространения глазных болезней. Например, трахомы в Узбекистане.
Основал Ташкентское научное общество глазных врачей и узбекскую школу офтальмологов. Подготовил 1 доктора наук и 20 кандидатов наук.
В 1944 году Петру Архангельскому присвоили звание «Заслуженный деятель науки Узбекской ССР».
В 1945 году стал главным окулистом Министерства здравоохранения Узбекской ССР.
В 1953 году вернулся в Ростов-на-Дону. Возглавил кафедру глазных болезней в РостГМУ и был на этой должности до конца жизни.
Умер в 1959 году.

## Научные труды
Опубликовал свыше 70 работ, которые были посвящены офтальмологии.

## Награды и почётные звания
- Заслуженный деятель науки Узбекской ССР (1944).
- Награждён орденом Ленина[2].

## Комментарии
1. ↑  Медицинский факультет Донского университета в 1930 год стал самостоятельным высшим учебным заведением — Ростовским государственным медицинским институтом[3].